# Germaine Mounier
Pour les articles homonymes, voir Mounier.
Germaine Céline Mathilde Mounier, née à Neuilly-sur-Seine le 7 février 1920 et décédée à Paris (18e arrondissement) le 27 juin 2006, est une pianiste et pédagogue française. 

## Biographie
Premier prix au Conservatoire de Paris, Germaine Mounier a travaillé le piano avec Yves Nat et Magda Tagliaferro. Elle entre à l’École normale de musique de Paris, enseigne à Salzbourg ainsi qu'en Bulgarie où elle créa un Concours Albert Roussel. Elle forma avec la pianiste Hélène Boschi un duo au répertoire très vaste, enregistrant des œuvres de Mozart, Clementi, Debussy et Busoni (disque REM). Grande admiratrice et interprète de Frédéric Chopin, Germaine Mounier créa en 1983 le Festival Chopin à l'Orangerie du Parc de Bagatelle à Paris, dont elle fut la Vice-présidente. Parmi ses très nombreux élèves, se trouvent des talents aussi divers que Catherine Collard, Françoise Thinat, Véronique Bonnecaze, Erik Berchot, Pavlos Yallourakis, Alexandre Tharaud, Jeffrey Grice, Mathilde Carré, Roumen Kroumov, François Chouchan, Bénédicte Filone, Henri Goraieb, François Daudet, Jean-Louis Haguenauer, Andrea Tusacciu, Walid Akl, Hélène et Marie Desmoulin, Patrick Fayad, Hervé Billaut, André Isoir, Caroline Sageman, Michel Laurent, Claude Bolling, Mari Kodama et Momo Kodama.

## Enregistrements
- Debussy, Busoni : Musique pour 2 pianos / vol.2 : En blanc et noir - Sonate / op. 12 n° 5 - Sonate / K. 448 - Fantasia contrappuntistica de Busoni (Duo Boschi-Mounier)